# Витгенштейн, Каролина
Кароли́на Елизаве́та Ивано́вская (пол. Karolina Elżbieta Iwanowska; 8 февраля 1819 — 9 марта 1887), в замужестве светлейшая княгиня Витгенштейн — писательница на католические темы, жена князя Николая Петровича Витгенштейна, с 1848 по 1861 годы была фактической женой Ференца Листа.

## Биография

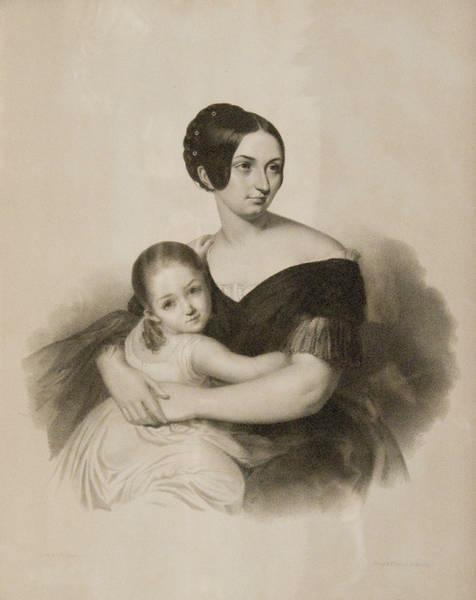
Каролина Витгенштейн с дочерью Марией («Манечкой»)

Родилась в селе Монастыриска в Подолии в имении деда по матери Леона Подоского, который состоял в родстве с гнезненским архиепископом Габриэлем Подоским. Отец Пётр Ивановский был одним из богатейших жителей Киева. Родители жили врозь из-за того, что мать считала их брак мезальянсом.
В 1836 году в подольском имении Воронинцы была сыграна свадьба Каролины с князем Николаем Витгенштейном (1812—1864), младшим сыном фельдмаршала П. Х. Витгенштейна. Как и в случае с родителями, брак оказался неудачным. Вскоре после рождения дочери Марии (1837) супруги разъехались.
В 1847 году в зале Киевского университета св. Владимира княгиня Витгенштейн впервые увидела Ференца Листа. Она пригласила его погостить в Воронинцах, откуда через год вместе с ним и дочерью навсегда уехала в Европу, чтобы добиться у папы римского развода с мужем и разрешения на брак с композитором.
Хлопоты о разводе заняли долгих 14 лет, отчасти из-за того, что муж противился тому, чтобы уступить ей право воспитания дочери. Всё это время Каролина сопровождала Листа, который посвятил ей множество симфонических поэм и других произведений. Жили они преимущественно в Веймаре. Наконец в 1861 году из Ватикана пришло известие о том, что формальности с разводом улажены. Каролина настояла на том, чтобы бракосочетание с Листом было предано широкой огласке и состоялось в Риме.
«Всё было готово к браку, алтарь церкви увешан цветочными гирляндами, парадные свечи приготовлены, Лист и княгиня накануне исповедались и причащались в аристократической церкви Сан-Карло, брак должен был состояться в той же церкви 22 октября, в 6 часов утра». Накануне церемонии, поздно вечером, из России пришло сообщение, что князь Витгенштейн отозвал разрешение на развод. Вместе с тем были арестованы доходы с подольских имений княгини, что поставило её в трудное материальное положение.
Княгиня приняла этот удар как волю Божью. Несмотря на то, что позднее развод всё-таки состоялся, она наотрез отказалась узаконить «греховную связь» с Листом. С этого времени их отношения перешли в разряд платонических и состояли главным образом в регулярном обмене письмами. Каролина осталась жить в Риме, где полемическими сочинениями на религиозные темы (некоторые из которых попали в Индекс запрещённых книг) снискала себе репутацию «Сивиллы с улицы Бабуино». Берлиоз, с которым она также переписывалась, посвятил ей оперу «Троянцы».
Княгиня Витгенштейн пережила Листа меньше чем на год. Их переписка — один из важнейших источников для изучения жизни и творчества композитора. Её дочь Мария (1837—1920) вышла замуж за князя Константина Виктора Гогенлоэ-Шиллингсфюрста (1828—1896) и, разбогатев, сделала многое для популяризации наследия Листа, а также основала дом-музей Листа в Веймаре.
О романе Каролины с композитором рассказал В. Пикуль в исторической миниатюре «Реквием последней любви». В музыкально-биографической ленте «Нескончаемая песня» (1960) её роль исполнила Капучине, а в советско-венгерском фильме «Грёзы любви» (1970) — Ариадна Шенгелая.